# Josiah Child
Josiah Child (Londra, 1630 – Londra, 22 giugno 1699) è stato un economista e politico inglese.

## Biografia
Figlio del mercante Richard Child, dopo aver lavorato per alcuni anni nell'attività di famiglia intraprese individualmente l'attività commerciale.
Svolse infatti servizio di victualler a Portsmouth per le navi del Commonwealth, (si occupava cioè di rifornirle di viveri e vettovaglie).
Iniziò la carriera politica nel 1659 facendosi eleggere nel Parlamento di Petersfield.
Ben presto acquisì un grande prestigio all'interno della Compagnia delle Indie Orientali divenendone governatore nel 1681.

## Pensiero economico
Il suo pensiero economico si desume da un saggio dal titolo Alcune osservazioni riguardanti il commercio e l'interesse sul capitale del 1668.
Partendo dal presupposto che l'investimento di capitali sia fondamentale per garantire un pieno sviluppo economico, Child suggerisce agli Stati di adottare delle misure di politica monetaria finalizzate a mantenere artificialmente bassi i tassi d'interesse. Dall'opera emerge anche l'orientamento mercantilista dell'autore.

## La critica di John Locke
Le considerazioni sui tassi d'interesse vengono duramente contestate da John Locke. Secondo il filosofo di Wrington, Child muoverebbe le sue tesi partendo dall'errata ipotesi che la circolazione monetaria (e dunque la crescita economica) dipenda dai tassi. In realtà sono domanda e offerta di valuta ad influenzare l'andamento dei tassi, non viceversa. In ultima analisi quindi l'espansione della ricchezza determina un innalzamento del saggio di interesse e, viceversa, una contrazione della ricchezza comporta un abbassamento del saggio di interesse.